# アブサロン級多目的支援艦
アブサロン級多目的支援艦（アブサロンきゅうたもくてきしえんかん、デンマーク語: Fleksible støtteskibe af Absalon-klassen、英: Absalon class flexible support ship）は、デンマーク海軍に所属する多目的支援艦である。アプサロン級と表記されることもある。
2020年に艦種がフリゲートに再類別され、ペナント・ナンバーもフリゲートを示すFが付与された。
名前の由来は同国の大司教で軍事指導者だったアブサロンより。

## 船体・機関
本級は、基本的に輸送艦・揚陸艦および機雷戦艦艇としての運用を前提としている（ペナント・ナンバーも揚陸艦を表すLが付与されていた）が、マルチハザード化およびグローバル化に伴う任務の多様化から、戦闘艦としての能力も求められることとなった。
この要請に伴い、本級はスタンフレックス・シリーズSF-3500と呼ばれる設計を採用している。これはフリゲートに準じたものであり、後にはイーヴァ・ヴィトフェルト級フリゲートでも同系列の設計が採用された。ただし、イーヴァ・ヴィトフェルト級とは異なり、支援艦としての性格が強いことから、エンジン数が半減しているほか、後述の多目的甲板を備えるために、シルエットも甲板1層分高くなっている。
SF-3500においてはスタンダード・フレックス・コンセプトが適用されている。これは各種の装備をモジュール化して搭載することによってその柔軟性を高めようというものであり、これを適用されたものとしてはフリーヴェフィスケン級哨戒艇（SF-300型）が有名である。
従来のスタンフレックス・シリーズよりも高度な多用途性を獲得するため、本級では、艦内に915m2の多目的甲板を設けている。この多目的甲板に各種の設備を搭載することで、#支援艦機能に見られるように、様々な用途での運用が可能となっている。多目的甲板は、両舷と船尾の車両用ランプ、および艦尾の舟艇揚降用ハッチによって、外部と接続している。
戦争以外の軍事作戦などで、本国から離れた遠隔地に進出して活動することを考慮し、艦内にはトレーニングジムや大型テレビなどが設けられ、食堂には北欧製の木製テーブルやルイス・ポールセンのインテリア照明が設けられているなど、快適な艦内生活が送れるよう気が払われている。また軍艦は規制対象外であるにもかかわらず、海洋汚染防止のためバラスト水処理装置を追加するなど環境にも配慮している。

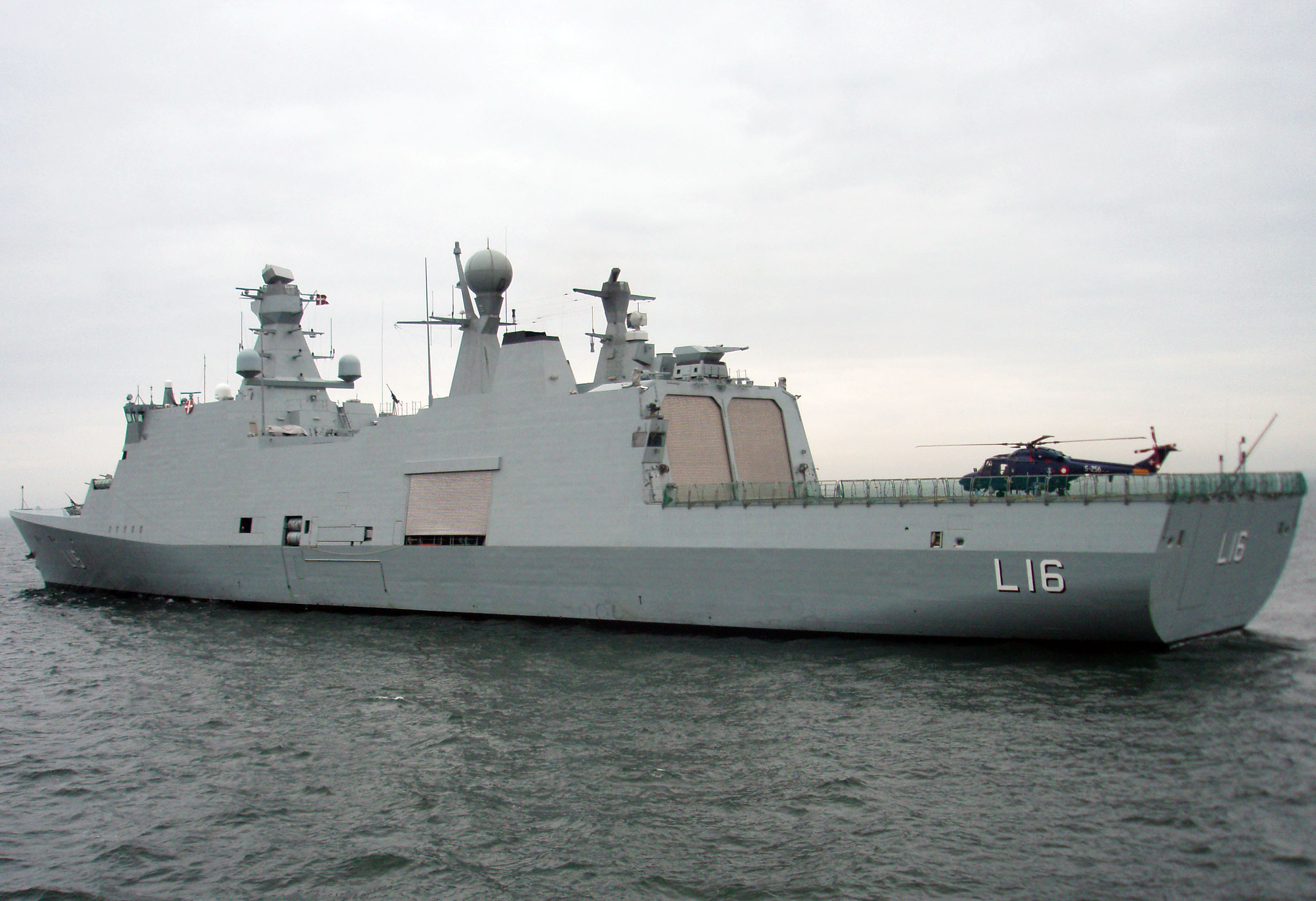
艦尾側。2機分のハンガーと艦尾の舟艇揚降用ハッチが見える。
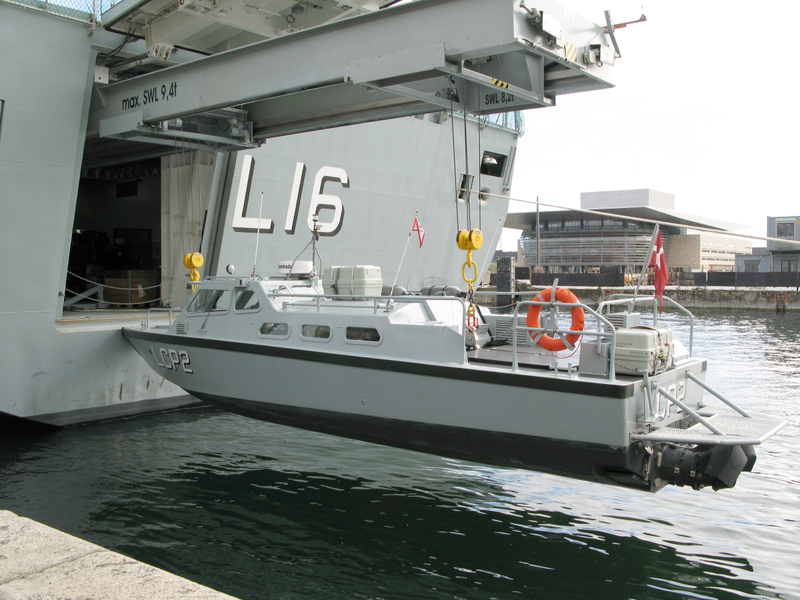
開放された舟艇揚降用ハッチ。SRC90E舟艇がクレーンに吊下されている。
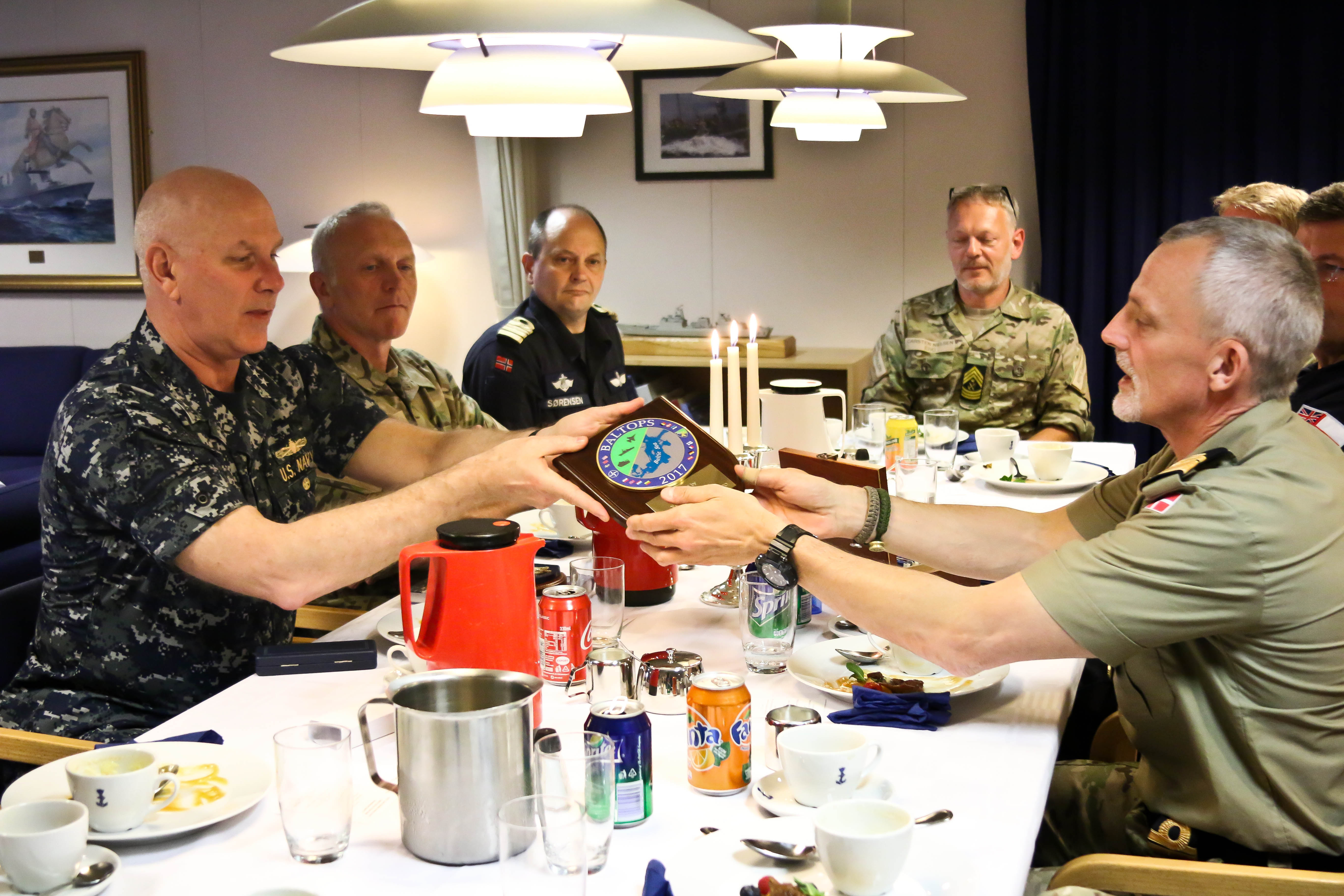
アブサロンの船室。右の人物がデンマーク海軍参謀長のトーベン・ミケルセン准将
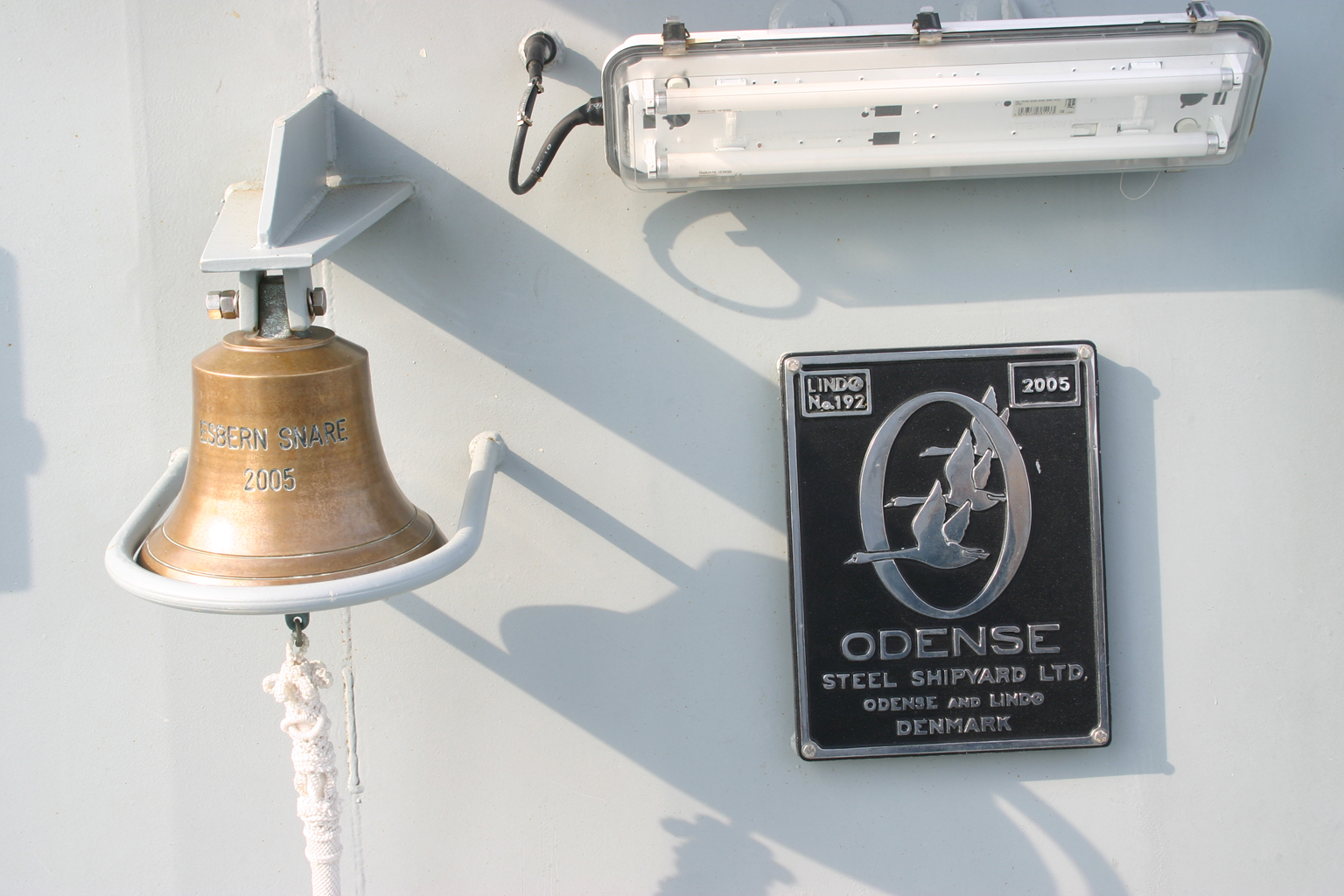
エスベアン・スナーレの船鐘とネームプレート

## 戦闘艦機能
本級は、戦闘艦としては、おおむね同世代のフリゲートに匹敵するレベルの性能を備えている。

### C4ISRシステム
本級は、続いて建造されたイーヴァル・ヒュイトフェルト級フリゲートと同様に、国産のC-Flex戦術情報処理装置を中核としたシステム艦として構築されている。また、センサー類も基本的には同様であるが、多目的性を重視したことから、防空艦である同級とは異なり、メインセンサーとしてはSMART-S Mk.2を搭載する。

### 火力システム
砲熕兵器は固定装備とされており、前甲板にMk.45 5インチ単装砲が1基、艦橋直前と後部ヘリコプター格納庫上の上部構造物上にそれぞれエリコン・ミレニアム 35mmCIWSを1基（計2基）搭載する。
ミサイル装備はスタンフレックス化されており、船体中部の兵装甲板に5ヶ所のスタンフレックス・モジュール・スロットが設定されている。通常は、ハープーン艦対艦ミサイルの4連装発射筒を搭載した対水上戦モジュールを2基、12セルのMk.56 VLSを搭載した対空戦モジュールを3基搭載する。Mk.56 VLSからはESSM個艦防空ミサイルを運用するが、この射撃指揮には主砲用と兼用で、CEROS 200射撃指揮装置を使用する。本級は、合計で4基の射撃指揮装置を搭載する。
また、スタンフレックス・モジュールとは別に、MU90短魚雷用の連装発射管2基を兵装甲板の両舷に備えている。

## 支援艦機能
輸送艦・揚陸艦
本級は、車両用ランプと多目的甲板により、RO-RO機能を備えている。多目的甲板は、駐車レーンとして使った場合には250メートル分に相当し、主力戦車（62トン以下）の駐車にも対応する。7両のレオパルト2戦車を含む55両の車両を搭載することができる。なお、多目的甲板とは別に、居住区画には兵員200名を収容することができる。
また、艦尾の舟艇揚降用ハッチからは、クレーンによって、迅速に舟艇を展開・収容できる。通常、舟艇としてはSRC-90Eを2隻搭載している。
病院船
医療設備を搭載したコンテナ（陸上自衛隊の野外手術システムと同様のもの）を設置できる。これにより、1日に40名の救急患者を受け入れ、10件までの手術を行なうことができる。
機雷敷設艦
機雷戦コンテナを設置することで、300個の機雷を輸送し、敷設することができる。
指揮艦
艦の指揮・統制区画に最大75名の司令部要員を収容できるほか、多目的甲板に指揮・統制設備を搭載することで、さらに130名の司令部要員を収容できる。

## 配備
本級の艦内編制は、4つの科より構成されている。定員は、作戦科が士官6名・下士官4名・水兵21名、兵站科が士官2名・下士官4名・水兵24名、兵装・電装科が士官2名・下士官3名・水兵12名、技術科が士官4名・下士官1名・水兵13名である。
本級はいずれも、2008年より、相次いで合同海上部隊に参加して、海上治安活動目的の海外派遣を経験している。2009年3月の時点で、「アブサロン」は第151合同任務部隊に参加してソマリア沖の海賊対策任務についている。参加中は3週間ごとに生鮮食品やチーズなどを寄港地で補給していた

## 同型艦
| #          | 艦名                                  | コールサイン | 起工            | 進水           | 就役            |
| ---------- | ------------------------------------- | ------------ | --------------- | -------------- | --------------- |
| L16 → F341 | アブサロン KDM Absalon                | OUFA         | 2003年 11月28日 | 2004年 2月25日 | 2004年 10月19日 |
| L17 → F342 | エスベアン・スナーレ KDM Esbern Snare | OUFB         | 2004年 3月24日  | 2004年 6月21日 | 2005年 4月18日  |